# Heban (książka)
Heban – książka Ryszarda Kapuścińskiego wydana w 1998 roku. Zbiór reportaży afrykańskich.
Jest to reporterski zapis z podróży Ryszarda Kapuścińskiego po Afryce (m.in. Etiopia, Tanzania, Nigeria, Ghana), od 1958 do wczesnych lat sześćdziesiątych, kiedy kraje te były ogarnięte ogniem różnych rewolucji i przewrotów politycznych. Jest to książka pisana w stylu, w którym reportaż przeplata się z powieścią, tworząc coś na kształt pamiętnika reportera. W książce występuje wiele porównań życia mieszkańców Afryki do życia mieszkańców Europy.

## Nagrody
- Ikar '99 – główna nagroda sezonu wydawniczo-księgarskiego.